# 玉门沟铁路
白家庄线是太原铁路局管内的一条支线铁路，是由太原市区通向西山矿区的专用铁路线。

## 线路
东起太原市迎泽区，西至万柏林区西铭乡，全长33余公里。